# Esponja contraceptiva
A esponja contraceptiva combina os métodos de barreira e espermicida para prevenir a ocorrência da gravidez. Hoje em dia não é mais utilizada. 